# Krzysztof Karwowski (poeta)
Krzysztof Karwowski (ur. 14 lipca 1971 w Nowej Rudzie) – poeta, dyplomowany animator społeczno-kulturalny.

## Życiorys
Absolwent Uniwersytetu Wrocławskiego i Uniwersytetu Opolskiego, nauczyciel akademicki. Jako poeta debiutował w 1995 na łamach Nowego Nurtu. Wielokrotny współorganizator Polsko-Czeskich Spotkań z Poezją po stronie polskiej i czeskiej. Współtwórca Polsko-Czeskiej Grupy Poeci ’97 (1997–2001). Publikowany w kraju (Fraza, Kresy, Studium, Arkusz, Topos, Stronica Śnieżnicka, Nowy Nurt, Odra i inne) oraz za granicą (Holandia, Serbia, Kanada, Francja, Czechy, Brazylia, Korea Południowa). Jako artysta plastyk debiutował wystawą Wobec samotworzenia (Nowa Ruda 1995, wystawa rzeźby i instalacji). Zdjęcia i koncepty fotograficzne prezentuje od 2003 r. Pomysłodawca i współzałożyciel muzycznej grupy konceptualnej FreeOnJazgot, z którą występuje od 2005. Tłumacz języka czeskiego, m.in. czeskiej poezji współczesnej. 
Był współtwórcą artzinu „Pagina”, arkusza literackiego Polsko-Czeskiej Grupy Poeci ’97 w latach 1997-1999. Miał różny format o objętości 4-8 stron i oprócz poezji na łamach arkusza prezentowana była proza (w fragmentach), przekłady, recenzje, a także krótkie informacje.

## Publikacje
- Obieg w naturze (1992, zbiór wierszy)[9],
- Nenia na jabłko (1995, przekład wierszy H. M. Enzensbergera)[10],
- Nocny rejs (1996, przekład wierszy I. Bachman)[11],
- Chlewy przywołują swoje świnie (1998, zbiór wierszy)[12],
- H i Q (1999, zbiór wierszy haiku)[5]
- katAtonia wymiAru (2001, wystąpienia konferencyjne)[13],
- Tchnąć duszę, animacja na styku kultur (Wydawnictwo Maria, Nowa Ruda 2003,)[14],
- Trójwymiar umysłu, Biblioteka Publiczna Miasta i Gminy Radków im. Karola Estreichera, Radków, 2010[15]
- artykuły naukowe z zakresu pedagogiki[6].

## Nagrody
Wielokrotnie nagradzany i wyróżniany: otrzymał m.in. I nagrodę stowarzyszenia LOGOS (Świdnica 1996), I nagrodę im. S. Flukowskiego (Szczecin 1997), I nagrodę konkursu poetyckiego „O Gałązkę Oliwną” (Opole 2001). W 2004 roku przyznano mu Nagrodę Miasta Broumova (Czechy) za szczególny wkład w promocję miasta.